# Kopytne
Kopytne (Ungulata) – nadrząd ssaków łożyskowych pochodzących od prakopytnych. Tradycyjnie do kopytnych zalicza się zwierzęta, których kończyny zakończone są kopytami. Dawniej klasyfikowane były jako gromada Ungulata (kopytne), a obecnie w rzędach:
- parzystokopytne
- nieparzystokopytne

oraz wymarłe:
- notoungulaty.

Obecnie do grupy kopytnych zalicza się również, oprócz wyżej wymienionych, blisko spokrewnione z nimi rzędy pochodzące od wspólnego przodka, choć nie posiadające kopyt. Są to: trąbowce, rurkozębne, góralkowce, brzegowce i walenie.
Współcześnie ich pokrewieństwo (w szczególności pokrewieństwo wszystkich grup) jest wątpliwe. Uproszczony kladogram jednej z hipotez zakładających je za Mikko's Phylogeny Archive:
```
o 
Ungulatomorpha

|== †
Zhelestidae

`--o 
Ungulata

   |?- 
Tubulidentata
 (rurkozębne)
   |?- †
Dinocerata

   |--o 
Altungulata
 (
Paenungulata
)
   |  |--o „
Perissodactylomorpha
”
   |  |  |-- †
Meniscotheriidae

   |  |  `--+-- †
Phenacodontidae

   |  |     `-- 
Perissodactyla
 (nieparzystokopytne)
   |  `--o 
Altungulata
 
sensu stricto

   |     |-- †
Loxolophidae

   |     `--+-- †
Phenacolophidae

   |        `--o 
Uranotheria

   |           |-- †
Embrithopoda

   |           `--+-- 
Hyracoidea
 (góralkowce)
   |              `--o 
Tethytheria

   |                 |-- 
Sirenia
 (brzegowce)
   |                 `--o 
Behemota

   |                    |-- †
Desmostylia

   |                    `-- 
Proboscidea
 (trąbowce)
   `--o 
Eparctocyona

      |== †
Procreodi

      `--+--o †
Bulbulodentata

         |  |-- †
Apheliscidae

         |  |?- †
Tricuspiodontidae

         |  `--+-- †
Periptychidae

         |     `--+-- †
Hyopsodontidae

         |        `--o †
Panameriungulata

         |           `--o †
Mioclaenidae

         |              |-- †
Pleuraspidotheriinae

         |              `--o †
Meridiungulata

         |                 |?- †
Amilnedwardsiidae

         |                 |-- †
Kollpaniinae

         |                 `--+?- †
Xenungulata
 (w tym †
Pyrotheria
)
         |                    |?- †
Astrapotheria

         |                    |?- †
Notoungulata

         |                    `--o †
Didolodontidae

         |                       |...
         |                       `-- †
Litopterna

         `--+-- †
Arctostylopida

            `--o "
Paraxonia
"
               `--+--o †
Triisodontidae

                  `--+-- †
Mesonychia

                     `-- 
Cetartiodactyla
 (
parzystokopytne
 i 
walenie
)
```